# Maricel Voinea

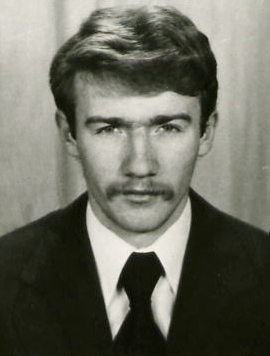
Maricel Voinea

Maricel Voinea (* 17. März 1959 in Galați) ist ein ehemaliger rumänischer Handballspieler. Er spielte auf der Position des Linksaußen, aber auch im linken und zentralen Rückraum.
Voinea begann im Alter von 13 Jahren mit dem Handballspielen. Noch als Junior spielte er ab 1976 für Știința Bacău. 1977 wechselte er zu HC Minaur Baia Mare. Als Kapitän gewann er mit dem Club 1984/85 und 1987/88 den IHF-Pokal. Ab 1989 spielte er in Spanien für CB Avidesa Alzira, mit dem er 1992 spanischer Pokalsieger wurde. Danach ging er nach Deutschland und spielte für den Bundesligisten SG Leutershausen, mit der er 1992/93 das Halbfinale des IHF-Pokals erreichte, und von 1994 bis 1996 für den Zweitligisten HSG Nordhorn. Als Spielertrainer ließ er seine Karriere beim HC Ibbenbüren, dem TSV Landsberg und dem TuS Fürstenfeldbruck ausklingen.
Für die rumänische Nationalmannschaft bestritt Voinea 263 Länderspiele, in denen er 706 Tore erzielte. Sowohl bei den Olympischen Spielen 1980 in Moskau als auch bei den Olympischen Spielen 1984 in Los Angeles gewann er mit Rumänien die Bronzemedaille. Bei seinen dritten Olympischen Spielen 1992 in Barcelona wurde Rumänien Achter. Bei der Weltmeisterschaft 1982 wurde Voinea mit der rumänischen Mannschaft Fünfter und bei der Weltmeisterschaft 1986 Neunter, wobei er mit 40 Treffern bester rumänischer Torschütze war. Bei der Weltmeisterschaft 1990 konnte Voinea mit Rumänien die Bronzemedaille gewinnen.